# Amoea nivea
Amoea nivea is een insect uit de familie van de vlinderhaften (Ascalaphidae), die tot de orde netvleugeligen (Neuroptera) behoort. 
Amoea nivea is voor het eerst wetenschappelijk beschreven door Navás in 1911.